# Лямна-де-Жос
Лямна-де-Жос (рум. Leamna de Jos) — село у повіті Долж в Румунії. Входить до складу комуни Буковец.
Село розташоване на відстані 189 км на захід від Бухареста, 7 км на захід від Крайови.

## Населення
За даними перепису населення 2002 року у селі проживали 318 осіб, усі — румуни. Усі жителі села рідною мовою назвали румунську.